# Om arternas uppkomst
Om arternas uppkomst (engelska: On the Origin of Species, fullständig engelsk titel: On the Origin of Species by Means of Natural Selection, or the Preservation of Favoured Races in the Struggle for Life, fullständig svensk titel: Om arternas uppkomst genom naturligt urval eller de bäst utrustade rasernas bestånd i kampen för tillvaron) är ett vetenskapligt verk av Charles Darwin.
Boken skrevs för icke-specialiserade läsare och lockade stort intresse vid publiceringen. Eftersom Darwin var en framstående vetenskapsman togs hans upptäckter seriöst och bevisen som han presenterade genererade vetenskaplig, filosofisk och religiös diskussion. Debatten om boken bidrog till kampanjen av T. Huxley och hans medarbetare i X-Club för att sekularisera vetenskapen genom att främja vetenskaplig naturalism. Inom två decennier fanns det en omfattande vetenskaplig överenskommelse om att utvecklingen med ett förgreningsmönster av gemensam härkomst hade inträffat, men enligt Darwin var forskare långsamma med att ge det naturliga urvalet den uppmärksamhet teorin förtjänade.
Om arternas uppkomst utkom 24 november 1859. Den första upplagan på 1 250 exemplar sålde slut redan första dagen. År 1871 översattes verket för första gången till svenska av Alfred Mauritz Selling. Verket väckte stor uppmärksamhet eftersom det ansågs bryta mot diverse olika religiösa skrifter. Evolutionsteorin har ändrats mycket sedan Darwin, men den grundläggande principen om det naturliga urvalet är allmänt erkänd inom vetenskapliga kretsar.